# Ernesto Cucchiaroni
Ernesto Cucchiaroni, né le 16 novembre 1927 à Posadas en Argentine et mort le 4 juillet 1971, est un joueur international argentin de football.

## Carrière
Cucchiaroni joue jusqu'à 22 ans dans le club de ses débuts, le Rivadavia de Lincoln, avant de partir au Club Atlético Tigre. 5 ans plus tard, il évolue encore et signe à Boca Juniors. Là, il attire vite les regards des clubs européens et au bout de seulement deux saisons, il s'expatrie en Italie où il va jouer pour l'AC Milan.
La première saison est une assez bonne réussite. Il joue 27 matchs de championnat et marque 4 buts. La seconde se déroule moins bien, il n'apparait que 13 fois pour deux buts marqués. Il est transféré au Real Jaén où il ne joue qu'une saison.
Il termine sa carrière à la Sampdoria de Gênes, club auquel il s'est bien acclimaté puisqu'il il joue 138 matchs et marque 40 buts. En 1955, il est sélectionné en équipe nationale pour la Copa América que l'Albiceleste remportera.

## Palmarès
- Champion d'Italie en 1957 avec l'AC Milan
- Vainqueur de la Copa América en 1955 avec l'équipe d'Argentine